# Самграмадева
Самграмадева (д/н — 1252) — самраат (володар) Кашміру з династії Лохар в 1235—1236 і 1243—1252 роках.

## Життєпис
Походив з династії Вуппадеви. Вважається онуком самраата Раджадеви, втім можливо був його сином. Посів трон 1235 року. Стикнувся з Монгольською імперією, великий хан якої Уґедей відправив війська під орудою Укуту-нойона на підкорення Кашмірської держави.
Десь у 2-й половині 1235 року Самграмадева зазнав поразки. Проте чинив опір до 1236 року, коли Срінагар захопили монголи. Вони поставили на трон стрийка або брата Самграмадеви — Рамадеву. Повалений правитель лише 1243 року зміг відновити владу, скориставшись послабленням монгольських військ, які переважно були відкликані через смерть великого хана.
Зміг берегти незалежність майже 10 років. Ймовірно в цей час намагався продовжити політику Раджадеви щодо приборкання дамарами (місцевих феодалів). 1251 року в Монгольській імперії починається стабілізація через сходження на трон Мунке. 1253 року він відправив військо на чолі із нойонами Салі й Текудером підкорити Кашмір. Перебіг кампанії достеменно невідомий, але за хронікою Рашид ад-Діна Самграмадева зазнав поразки й загинув. На троні відновлено було Рамадеву. З цього часу Кашмір став васалом монголів.